# Liobagrus
Liobagrus is een geslacht van straalvinnige vissen uit de familie van de slanke meervallen (Amblycipitidae).

## Soorten
- Liobagrus aequilabris Wright & Ng, 2008
- Liobagrus andersoni Regan, 1908
- Liobagrus anguillicauda Nichols, 1926
- Liobagrus formosanus Regan, 1908
- Liobagrus kingi Tchang, 1935
- Liobagrus marginatoides (Wu, 1930)
- Liobagrus marginatus (Günther, 1892)
- Liobagrus mediadiposalis Mori, 1936
- Liobagrus nigricauda Regan, 1904
- Liobagrus obesus Son, Kim & Choo, 1987
- Liobagrus reinii Hilgendorf, 1878
- Liobagrus somjinensis Park & Kim, 2011
- Liobagrus styani Regan, 1908